# لبنان والبنك الدولي
استهل لبنان شراكته مع مجموعة البنك الدولي في أغسطس 1955 بتمويل مشروع الليطاني للطاقة والري.. اعتبارًا من عام 2017، وبعد مرور 62 عامًا على انضمامها إلى المنظمة، يوجد في لبنان 21 مشروعًا للبنك الدولي موزعة على جميع أنحاء البلاد، وحتى مايو 2017 تلقت لبنان ما يقارب مليار دولار من المساعدات المالية والاستثمارات من البنك الدولي. من عام 2011 فصاعدًا، كان البنك الدولي ومنظماته التابعة له مهتمة بمساعدة لبنان في أداء دوره كبلد محتضن لللاجئين من الحرب الأهلية السورية. صرّح إطار الشراكة القطرية للبنان أن أهداف تدخل البنك الدولي في البلاد هي «توسيع نطاق الوصول إلى الخدمات المقدمة وزيادة جودتها وزيادة الفرص الاقتصادية وزيادة رأس المال البشري». تسببت الأزمة السورية في تدهور الموارد المالية العامة في لبنان، الخدمات المقدمة، والبيئة.

## مشاريع حديثة
تشمل مشاريع البنية التحتية والخدمات الحديثة في لبنان مشروع الإمداد بالمياه في بيروت الكبرى، ومشروع الطوارئ لتوفير الرعاية الصحية الأولية، ومشروع الحد من تلوث بحيرة القرعون، ومشروع الطرق وتوفير فرص الشغل. تشمل البرامج الحالية التي تمولها مجموعة البنك الدولي للاستثمار في النسيج الاجتماعي ونوعية الحياة في لبنان، مشروع دعم الولوج إلى التعليم لدى جميع الأطفال في لبنان، التمويل الإضافي لبرنامج الوطني الطارئ للحد من ظاهرة الفقر والبرنامج الطارئ لدعم التعليم.
غالبية تمويلات مجموعة البنك الدولي للبنان هي على شكل استثمارات لتأهيل البنية التحتية مقدمة من البنك الدولي للإنشاء والتعمير. تماشيا مع هدفها للمساعدة في الحد من الفقر وتعزيز فرص العمل والمساهمة في نمو الناتج المحلي الإجمالي، تعزز مؤسسة التمويل الدولية التابعة للبنك الدولي نمو القطاع الخاص في لبنان من خلال الاستثمار المتنوع في الشركات المالية والبناء وشركات البيع بالتجزئة، معززة بحماية ضمانات الاستثمار التي يوفرها ضمان الاستثمار متعدد الأطراف وكالة. بالإضافة إلى ذلك، تعهدت مؤسسة التنمية الدولية التابعة للمجموعة بمبلغ 100 مليون دولار كمساعدة مخصصة للمشروعات والبرامج التي تهدف إلى توفير الموارد اللازمة للاستجابة بفعالية لتأثير أزمة اللاجئين السوريين على لبنان.
خلال اجتماعات مجموعة البنك الدولي - اجتماعات الربيع لصندوق النقد الدولي لعام 2016، أعلنت المنظمات عن إنشاء مرفق التمويل التساهلي العالمي للشرق الأوسط وشمال إفريقيا. يهدف هذا المرفق الممول من المانحين إلى السماح للبلدان التي تستضيف اللاجئين من الحرب الأهلية السورية، مثل لبنان والأردن، بالحصول على تمويل بشروط ميسرة وزيادة التنسيق حول المشاريع التنموية قامت مجموعة البنك الدولي بتنسيق «إطار التعاون العالمي» لمساعدة الدول التي تستضيف اللاجئين، ويتم تمويلها من قبل 6 دول أوروبية والمفوضية الأوروبية واليابان وكندا والولايات المتحدة.

## مقالات متعلقة
- صندوق النقد الدولي
- اقتصاد لبنان